# 努光鉄
努 光鉄（ノ・グァンチョル、朝鮮語: 노광철）は、朝鮮民主主義人民共和国の軍人、政治家。朝鮮労働党中央委員会委員、国防相。朝鮮人民軍における軍事称号（階級）は陸軍大将。2023年2月8日に行われた朝鮮人民軍創建75周年慶祝閲兵式では階級が中将であることが確認された。
党中央委員会政治局委員候補、朝鮮労働党中央軍事委員会委員、人民武力相（国防相に相当）、国務委員会委員などを歴任した。
盧光哲とも表記される。

## 来歴
2003年に最高人民会議第11期代議員に選出される。
2012年に朝鮮人民軍総参謀部副総参謀長に就任し、中将に昇進した。2013年には上将に昇進。軍経済を扱う第二経済委員会で委員長を務め、2015年7月に人民武力部第一副部長に就任。平壌におけるロシア、キューバ、ベトナム各大使館の行事に軍を代表して参加し、軍の国際担当と言うべき存在であった。
2016年5月、朝鮮労働党第7次大会において党政治局員候補に選出。
2018年5月中旬の党中央軍事委員会拡大会議において軍首脳3人の一斉交代がなされ、努光鉄が人民武力相に就任したと見られていたが、同年6月11日の報道で確認された。
2018年6月にシンガポールで行われた第1回米朝首脳会談と、2019年2月にハノイで行われた第2回米朝首脳会談において金正恩に随行した。
2019年4月11日の第14期最高人民会議第1回会議で国務委員会委員に選出された。
2019年12月下旬に党中央軍事委員会拡大会議が開催され、12月22日に金正官次官が努光鉄の後任の人民武力相に就任したとされる。このことは2020年1月22日になって朝鮮中央通信の報道により明らかとなった。
2020年4月12日の第14期最高人民会議第3回会議で国務委員会委員から召還された。
2021年1月に開かれた朝鮮労働党第8回大会にて、党中央委員会委員に再選された。
2023年2月8日の朝鮮人民軍創建75周年慶祝閲兵式では朝鮮人民軍第191指揮情報旅団の旅団長（階級は中将）として閲兵式に参加した。
2024年10月7日から8日にかけて開催された最高人民会議第14期第11回会議で、国防相に選出された。